# Flacq
Koordinaten: 20° 14′ S, 57° 43′ O
Flacq ist ein Bezirk auf dem Inselstaat Mauritius und liegt im Osten der Insel. Es ist mit 298 km² der größte Bezirk von Mauritius. Seine Bezirkshauptstadt ist Centre de Flacq. Zu Flacq gehört auch die beliebte Badeinsel Île aux Cerfs, die nur per Boot von Trou d’Eau Douce zu erreichen ist.

## Etymologie
Unter Gouverneur Dirk Jansz Smient drangen die holländischen Kolonisatoren von Mahébourg nach Norden vor. Die dortige Gegend, den heutigen Bezirk, nannten sie Noortwyk Vlakte, die nördliche Ebene. Mit der französischen Übernahme der Insel wurde aus Vlakte „Flacq“.

## Gemeinden
Mauritius ist zu Verwaltungszwecken in Gemeinden („Village Council Areas“) (VCA) eingeteilt. Die folgende Tabelle nennt die VCA die (zumindest teilweise) im Distrikt Flacq liegen. Die Grenzen der Distrikte sind nicht deckungsgleich mit denen der Gemeinden. Gemeinden sind daher teilweise zwei oder drei Distrikten zugeordnet. Im Distrikt Flacq liegen 29 Gemeinden (VCA).
| Nr.  | Ortsname                             | Abgrenzung                                                                     |
| ---- | ------------------------------------ | ------------------------------------------------------------------------------ |
| 1401 | Bel Air Riv. Sèche VCA               | 0                                                                              |
| 1402 | Bon Accueil VCA                      | 0                                                                              |
| 1403 | Camp de Masque VCA                   | 0                                                                              |
| 1404 | Camp de Masque Pavé VCA              | 0                                                                              |
| 1405 | Camp Ithier VCA                      | 0                                                                              |
| 1406 | Centre de Flacq VCA                  | 0                                                                              |
| 1407 | Clémencia VCA                        | 0                                                                              |
| 1408 | Écroignard VCA                       | 0                                                                              |
| 1409 | Grand River South-East VCA           | 0                                                                              |
| 1410 | Laventure VCA                        | 0                                                                              |
| 1411 | Mare La Chaux VCA                    | 0                                                                              |
| 1412 | Médine Camp de Masque VCA (Ost)      | West im Distrikt Moka                                                          |
| 1413 | Montagne Blanche VCA (Ost)           | West im Distrikt Moka                                                          |
| 1414 | Olivia VCA                           | 0                                                                              |
| 1415 | Poste de Flacq VCA                   | 0                                                                              |
| 1416 | Quatre Cocos VCA                     | 0                                                                              |
| 1417 | Quatre Soeurs VCA                    | 0                                                                              |
| 1418 | Plaines des Roches VCA (Süd)         | Nord im Distrikt Rivière du Rempart                                            |
| 1419 | St. Julien (Haut de Flacq) VCA (Ost) | West im Distrikt Moka                                                          |
| 1420 | St. Julien D’Hotman VCA (Ost)        | West im Distrikt Moka                                                          |
| 1421 | Sébastopol VCA                       | 0                                                                              |
| 1422 | Trou d’Eau Douce VCA                 | 0                                                                              |
| 1423 | Amaury VCA (Süd)                     | Nord im Distrikt Rivière du Rempart                                            |
| 1424 | Brisée Verdière VCA (Süd)            | Nord im Distrikt Rivière du Rempart                                            |
| 1425 | Dubreuil VCA (Ost)                   | West im Distrikt Moka                                                          |
| 1426 | Lalmatie VCA (Ost)                   | West im Distrikt Moka                                                          |
| 1427 | Queen Victoria VCA                   | 0                                                                              |
| 1428 | Villebague VCA (Mitte)               | Ost im Distrikt Rivière du Rempart Distrikt und West im Distrikt Pamplemousses |
| 1430 | Roches Noires VCA (Süd)              | Nord im Distrikt Rivière du Rempart                                            |